# エフエム香川
株式会社エフエム香川（エフエムかがわ、FM KAGAWA Inc.）は、香川県を放送対象地域とする超短波放送（FMラジオ放送）の特定地上基幹放送事業者である。
瀬戸内海放送（KSB）の連結子会社で、コールサインはJOYU-FM。JFN系列。

## 概要
地方のラジオ局では珍しい、日曜深夜を含めた完全24時間放送を実施（5:00起点）。なお、これを行っている放送局はJFN系列では他にはエフエム大阪（FM大阪）だけである。
岡山県域FM局の開局が難航したため、開局当初から岡山県でも聴かれており、かつてはKSBの岡山本社に営業所が置かれ、FM岡山開局までは岡山県内の企業のスポンサーもかなりあった。そのため、岡山県域FM局としてFM岡山が開局した現在でもリスナーがかなり多い（ただし、ネット番組では時差放送を含めTOKYO FM（いわゆるAライン）・JFNC（いわゆるBライン）配給の番組を2局それぞれで同じ番組を放送していることは多い）。
隣接する兵庫県や徳島県も民放FMの開局が遅かったことから、開局当初は兵庫県播磨地域・淡路島西岸や徳島県北部でもリスナーが多かった。
瀬戸内海放送とグループ関係にあり、局社屋も同居しているため、相互交流も盛んである。一時期は番組交流でテレビ・FM同時放送もあった。毎週金曜にKSBスーパーJチャンネルの多賀公人がJOY-U・CLUBに出演したり、放送が休みの際は、逆にKSBスーパーJチャンネルのスタジオに当時のJOY-U・CLUBの井川達雄が出演することがあった。

このほか当局含めたJFN系列38局はACジャパン（旧・公共広告機構）の正会員企業の一つである。
ヒダカトオルが番組間またはCMで流れるジングルをFM香川用に製作している。現在は主に2パターンが使用されている。
かつては、見るラジやテレホンボードやPメールと言った全国のラジオ局では珍しいシステムをいち早く導入していた。見るラジ倶楽部やテレホンボードを活用した企画やメッセージ投稿などを行っていた。
最近では、生ワイド番組を除く自社制作番組の再放送が増えている。

## 本社・支社
- 本社

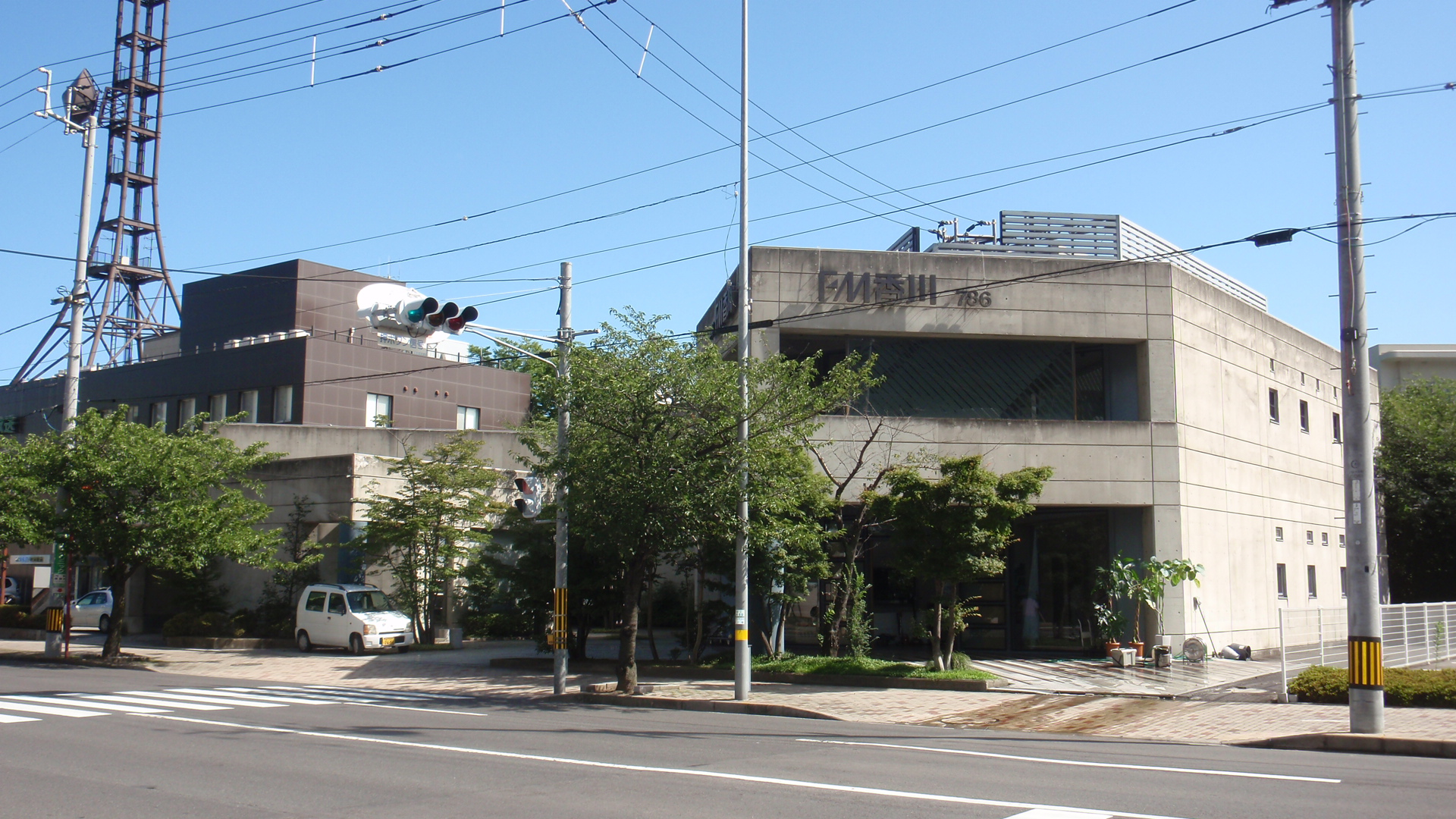
2021年まで使用されていた西宝町旧本社

  - 香川県高松市上之町二丁目1番43号、郵便番号：761-8584
  - 2021年1月までの旧本社は高松市西宝町一丁目4番23号。同じ敷地内に隣接して瀬戸内海放送高松本社があり、三ツ峰（太平山）送信所への送信アンテナは瀬戸内海放送の放送用鉄塔に設置されていた。
- 東京支社
  - 東京都千代田区麹町一丁目8番地、郵便番号：102-0083
  - JFN（ジャパンエフエムネットワーク）センター内にある。

## 周波数・出力
| 親局 | 周波数  | 空中線電力 | 備考 |
| ---- | ------- | ---------- | ---- |
| 高松 | 78.6MHz | 1kW        |      |

- 2020年4月1日現在、中継局は設置されていない。この日エフエム滋賀が長浜中継局を開局したことによりJFN系列局では唯一中継局を設置されていない局になった。

## 資本構成
企業・団体の名称、個人の肩書は当時のもの。出典：

### 2015年3月31日
| 資本金 | 発行済株式総数 | 株主数 |
| ------ | -------------- | ------ |
| 2億円  | 4,000株        | 4      |

| 株主                         | 株式数  | 比率  |
| ---------------------------- | ------- | ----- |
| 瀬戸内海放送                 | 3,716株 | 92.9% |
| ジャパンエフエムネットワーク | 0,148株 | 03.7% |

## 沿革
- 1982年（昭和57年）10月27日 - 香川県域への民放FM周波数を割り当て。
- 1988年（昭和63年）
  - 3月20日 - サービス放送開始。
  - 4月1日 - 開局。
- 1996年（平成8年）4月1日 - 文字多重放送（見えるラジオ）開始。コールサインはJOYU-FCM。
- 2007年（平成19年）
  - 4月1日 - 開局20周年を記念し、マスコットキャラクターのラジ男が誕生。第1スタジオには、ラジ男のぬいぐるみが置いてある。
  - 9月22日 - 24日 - サンポート高松内高松シンボルタワーにおいて開局20周年記念イベント「20マルなFESTIVALinサンポート高松」が開催。[注 6]
- 2009年（平成21年）4月1日 - 緊急地震速報の運用開始[注 7]。
- 2011年（平成23年）
  - 1月26日 - LISMO WAVEによる配信を全国FM連合加盟各局と同時に開始。（2019年（令和元年）9月30日をもって終了）
  - 12月5日 - ドコデモFMによる配信をJFN加盟各局と同時に開始。（2021年（令和3年）2月28日をもって終了）
- 2014年（平成26年）3月31日 - 文字多重放送廃止。
- 2018年（平成30年）
  - 2月1日 - IPサイマルラジオ「radiko.jp」および「radiko.jpプレミアム」に参加[7]。
  - 6月26日 - V-Low帯マルチメディア放送・インターネットラジオサービス「i-dio」にて中国・四国地方でのサイマル放送・配信を開始。（2020年（令和2年）3月31日をもって終了）
- 2021年（令和3年）
  - 1月1日 - 開局以来使用されていたロゴを一新した。
  - 1月18日 - 本社を上之町に移転[8]。

## 自社制作番組
全体の番組状況はタイムテーブルを、自社制作番組については番組情報をそれぞれ参照。

### 現在
2025年7月現在。
随時放送
- HEADLINE NEWS（読売新聞・朝日新聞・四国新聞）
- FM香川ニュース（JFNニュースを改題）
- Weather Report
- TRAFFIC INFORMATION

定時番組
- 786・SUPER MEDIO（平日 7:30 - 8:55） - （月）市川智子 / （火）みかわかよ /（水）千葉むつみ / （木）柏原里砂 /（金）鍋井佐代美、漆原光徳
- JOY-U・CLUB（平日 16:00 - 18:55） - （月）下舞春希 / （火）鍛治匠 / （水）岡加依子 / （木）夛田健登 / （金）加藤直
- Town Information!（月曜 - 木曜 13:47 - 13:55）
- ステーションらんでぶ〜（月曜 - 木曜 14:40 - 14:47）（V-air・FM OKAYAMA・Hi-Sixとの共同制作） - 楠本加奈
- JOY-U・CLUB（平日 16:00 - 18:55） - （月）下舞春希 / （火）鍛治匠 /（水）岡加依子 / （木）夛田健登 /（金）加藤直
- ありがとうようの音楽は世界だ!（月曜 11:30-11:40） - 三好東曜
- 15分の聴くビジネス塾『KAGAWA Business Spirit』（月曜 11:40 - 11:55） - 高橋翔太（しん治歯科）・楠本加奈
- #ゴゴから!（月曜 12:00-12:55） - リンクアップとっしー・下舞春希
- 21st. Keynote ～こども ふしぎクラブ～（第2月曜 21:00 - 21:55） - Ichiro・柏原里砂
- こけ枝の部屋（本放送：火曜 11:30 - 11:55・再放送：日曜 22:30 - 22:55） - 桂こけ枝
- 東讃RADIO CLOVER（本放送：水曜 12:00 - 12:15・再放送：土曜 9:45 - 10:00） - 柏原里砂・みかわかよ・岡加依子（週替わり）
- Brillante! for SDGs（第1・第3金曜 10:20 - 10:30）（FM愛媛・Hi-Six・FM徳島との共同制作） - 大津奈美子
- Passion Live〜情熱生放送〜WEEKEND SHUTTLE（金曜 11:30 - 15:55） - 桂こけ枝・筒井智子
- 勝手にシネマニア（土曜 18:00 - 18:15・再放送：火曜 12:30 - 12:45） - 帰来雅基・中井今日子
- 続・麺通団のUDON RADIO うどラヂ!（本放送：土曜 18:15 - 18:30・再放送：火曜 12:00 - 12:15） - 麺通団
- こけ枝・はやしの課外授業（土曜 18:30 - 18:55） - 桂こけ枝・ドクター林
- Music Night（土曜 21:30 - 22:00） - 蒲野誠一
- 香川しまびより（日曜 9:00  -9:15・再放送：木曜 12:30 - 12:45） - 市川智子・柏原里砂・岡加依子

### 過去
平日朝
- Mornin wave

平日昼前
- Powerful Radio パワラジ!（2000年10月2日 - 2009年3月31日、月曜 - 木曜 11:30 - 11:55→11:30 - 12:55）
- Delicious!（2009年4月1日 - 2010年9月30日、月曜 - 木曜 11:30 - 12:55）

平日昼過ぎ
- ハタダプレゼンツ happy happy birhday!!（月曜 - 木曜 12:55 - 13:00）

平日夕方
- 菅あつ子の気ままにアフタヌーン（1996年5月 - 1996年8月、16:25 - 16:55）
- 夕焼けライブ・ジョイフル45（1988年4月1日 - 1989年4月7日、17:15 - 18:00）

平日夜
- そこまで言うなら、5分だけ（1988年10月 - 1998年、21:55 - 22:00）

金曜日
- Amore SANUKI!Amore Kamatamare!（2019年4月5日-2023年3月、金曜 9:00-9:15）
- かがわ 東方見聞録（第1金曜 10:30 - 11:00）
- WEEKEND EVENT INDEX（金曜 10:55 - 11:00）
- 786 Hit Wave Count Down 50（12:00 -16:55）
- 786 WEEKEND WAVE（1993年10月 - 1995年3月、17:00 - 18:55）
- HIROZの大切な人と一緒に…（金曜 21:55 - 22:00）

土曜日午前
- 朝日新聞 キラ星キッズ786（土曜 9:00 - 9:25）
- さぬき市再発見ラジオ 遊びの達人（土曜 11:55 - 12:00）

土曜日午後
- イオン高松 presents アフタヌーン ブリーズ（2007年11月3日 - 2009年2月28日、12:00 - 12:55）
- あなぶきホームのIt`s My Home Party（土曜 12:30 - 12:55）
- 花樹海Happy Together（土曜 17:55 - 18:00）
- 麺通団のUDON RADIO うどラヂ!（2006年5月6日 - 2006年8月26日、18:15 - 18:30）
- 二村敦志 AOR BREEZE（2008年4月5日 - 2014年6月28日、21:30 - 22:00）

日曜日午前
- こけ枝のラジオ独演会（2020年5月4日 - 2021年9月27日、9:00 - 9:30）

日曜日午後
- GODA USA COLLECTION（1991年 - 2009年3月29日、13:55 - 14:00）
- 健康川柳（日曜 13:55 - 14:00）
- PメールCLUB
- サザンクロス FM Sound Navigater（ - 1993年3月、18:30 - 18:40）
- 勝谷誠彦×田尾和俊『怒れるおっさんラジオ』（2018年6月3日 - 12月2日、18:00 - 18:30）

その他
- 週末はリゾートの香り
- サンセットクルーズ
- おかやまタウン情報ジョッキー
- 朱美の特選歌謡曲
- FM1・ハートフルコラム
- It's FRIDAY
- TJ-CALL
- 学生街の午後
- マウンテンドーム・アドベンチャー
- それゆけ!クラブ
- 4DAYS A WEEK
- 遊びにいこうよ!
- JAM TODAY'S SPORTS
- K'S VIBRATION
- Let's Go Fishing
- The SWAP MEET
- Tale to Nose
- KIRIN DO! ACTION
- ベルボトムよもう一度
- MO' BETTER MUSIC
- WILL CHART 20
- SATURDAY RADIO MIX 4
- 池田良子のちょっと良いスタイル
- シャスラって午後
- 四国学院大学Music Access 21
- CARTOP DRIVE JACK
- チャット・スクランブル
- T.K.Company Radio
- JAM 30 Minutes
- 東香川ものがたり
- イタリアンメルカート
- ポップス・カバー・コレクション
- 高松シティ・インフォメーション
- GIGA VOICE MUSIC in your Heart→J-PHONE Music in your Heart
- KG情報ビタミン
- 吉沢悠のYou&iLand
- 局アナバトルROUND3（2004年4月9日 - 2006年6月30日）
- 週間まちぶら786
- ニジュウマルな放課後（2007年4月5日-2008年3月27日、木曜 20:00 - 20:55）
- 気分はアンダンテ
- 今夜の忘れもの
- グローカル TALK from かがわ
- こだわりマスターズ
- サウンド・シャッフル
- 同志社女子大学 presents VIVIっとキャンパス
- DoCoMo MUSIC　4　U
- DoCoMo THANK YOU 4 THE MUSIC(2005年4月1日 - 2010年3月26日)
- ことひらどれじゃーハンティング
- ほね★ラジ
- 21st.keynote（1994年 - 2013年6月）
- 786モンバスレディオ(8月限定番組)
- 発信!それだけじゃない香川県
- ASAスタかがわ
- dorlisのSaturday Night Swing
- 近藤夏子とMyeのTalkin'Singin'
- HOME　TOWN　MUSIC
- CODE-V RHYTHM
- ニジュウマルな放課後X（2008年4月3日 - 2016年3月31日、木曜 21:00 - 21:30）
- 桜子委員長の「ひめキュンフルーツ学園」（火曜 21:55 - 22:00）
- 藤岡友香の元気はキから!（2016年4月2日 - 2020年3月27日）
- Brillante!〜四国の輝く人たち〜
- ただいま仮免中〜ラジオ版〜（火曜 21:55 - 22:00）
- さぬき時間を楽しむ IKUNAS radio（2022年5月7日 - 2022年4月29日、金曜 19:30 - 19:55）
- FM香川ステーション・スポット
- 「大切な人と一緒に・・・」
- 21st.keynoteNEXT
- クラシック空間 ゴーシュの部屋
- 宇多津・綾川 このまちLOVERS
- 週刊みとよ ほんまモンRadio!
- 善通寺・仲多度 お宝ディスカバリー

## スタジオ
どちらのスタジオも番組の観覧可能であるが、第2スタジオは平日19時以降、土日祝祭日は観覧できない。
- 上之町本社時代

第1スタジオ
第2スタジオ
第1スタジオ（通称クリスタルスタジオ）
- 社外にあり、外から放送の様子が見ることができる。
- スタジオ名の「クリスタルスタジオ」はリスナー公募により命名された。
- スタジオは広く、テーブルには6つマイクが設置されている。
- スタジオ外には、スピーカーが設置されており、放送を聴くことができる。
- かつてはスタジオ内に入り、生放送の観覧をすることができたが、後にセキュリティ上、スタジオ内でなく外からの観覧のみになった。
- 昔はスタジオの壁に、アーティストのディスクが飾られていたが、後にラジ男のステッカーを巨大化させたパネルが飾られている。
- スタジオの隅には、スロットマシーン（SUPER PLANET）と言う機種が置かれている[注 8]
- 「Passion Live〜情熱生放送〜WEEKEND SHUTTLE」「JOY-U・CLUB」でゲストが生出演するときや、見学者が多くなると予想される時に使われたり、ゲストのインタビュー収録などで使われる。
- 開局当時はクリスタルスタジオはまだできておらず、生放送や収録の際は、一旦工事を中止してから行われていた。
- やまだひさしのラジアンリミテッドDXの生放送をFM香川から完全生放送で放送されたことがある。（サンポート高松にて、チャリアンリミテッドと言うイベントに出演された日の深夜に行われた。）
- SCHOOL OF LOCK!の初代校長やましげ校長・山崎樹範（その当時は、夏季休暇中であった。）が休暇先のFM香川スタジオから中継を結んで、TOKYO FMとFM香川の二次中継で放送された（ヒダカトオルが製作したFM香川のジングルも流れた。）。

第2スタジオ
- 社屋内の玄関を入ってすぐにある。
- 第1スタジオに比べるとスタジオは狭く、生放送中などは基本的にワンマンDJスタイルで、ADがメール確認やCDを取りに行ったりなどサポートしながら放送を行っている。
- 「JOY-U・CLUB」「ニジュウマルな放課後X」「786・SUPER MEDIO」などで使われる。

## パーソナリティ
男性
- 加藤直（La+）
- 桂こけ枝
- Ichiro
- 麺通団
- ドクター林（林内科医院院長）

女性
- 筒井智子
- 市川智子
- みかわかよ（元FM徳島、FM岡山）
- 大津奈美子

### 過去に担当したパーソナリティ
- 田中純子
- 吉沢悠
- 丸朋子
- 小畑圭司
- モリアイコ（Rococo）
- 安西里花
- 織田亜紀子
- 恵美友香織
- 棚原まどか
- 朝井美由紀
- 立神安奈
- dorlis
- 近藤夏子
- Mye
- 新岡若菜（劇団チャリカルキ）
- 藤澤翼
- 田中智子

## アナウンサー
男性
- 鍛冶匠

女性
- 岡加依子（2006年 - ）
- 下舞春希
- 中井今日子
- 千葉むつみ（1998年 - ）
  - 開局時から在籍。

### 過去に在籍したアナウンサー
男性
- 井川達雄（1996年 - 2021年、ディレクター兼任、教師に転職。）
- 出野雅実（1988年 - 、元西日本放送アナウンサー）
- 織田伸介
- 蒲野誠一（1991年 - 2023年、ディレクター兼任）

女性
- 植松恭子
- 敷山千津
- 資延由美
- 中村千秋
- 福積朱美
- 古谷良子
- 大熊祐香（2015年 - 2019年、日本道路交通情報センターに転職）
- 楠本加奈
- 柏原里砂

## キャッチフレーズ・イメージキャラクター

### キャッチフレーズ
- 開局 - 1998年3月 : 音のごちそう、エブリディ
- 1998年4月 - 2007年3月 : Be fine!! 786
- 2007年4月 - 現在 : I ♥ RADIO 786

### イメージキャラクター
- マイク君
  - マイクをイメージしたキャラクターで開局初期に使われていた。
- ラジ男
  - FM香川開局20周年を記念し、2007年4月1日に新キャラクターとして誕生した。
  - 性別・男
  - 出身地・讃岐生まれ讃岐育ち
  - 趣味・発明と機械いじり
  - 特技・欽ちゃん走り
  - ファッション・黒タイツに自分で作ったラジオチューナー付きヘッドフォン。クローゼットの中には、ずらりと同じ服がたくさん入っているらしい。
    - 冬になるとマフラーをつけた姿が見られる。

  - 食べ物・うどんが大好物。讃岐名物あんもち雑煮はちょっと苦手
  - 現在はグッズ販売はされていないが、ノベルティでラジ男の缶バッジ。ステッカーやえびせんなどがあった。開局20周年イベントではエコバッグやぬいぐるみ、マスコットやクリアファイルやパンなどが用意された。
  - ニジュウマルな放課後Xでは、学ラン姿のラジ男を見ることができる。番組ブログ以外でも、缶バッジやステッカー、待ち受け画像など見ることが可能。
  - 学ランの他にもアフロ・ヘビーメタル・レゲエ・HIP HOPのラジ男も存在する。車を運転しているラジ男もいる。さらに続・麺通団のUDON RADIO うどラヂ!とコラボしたうどんラジ男と言う、レアなラジ男もいる。(うどんを食べている・うどんを頭に乗っけている・うどんの中に入ったラジ男の種類がある。YouTubeで見ることができる。)
- ラジ美
  - 性別・女
  - 職業・ラジオDJ（ラジ男はラジ美のファンらしい。）

## 区域外再放送
次の岡山県のケーブルテレビで区域外再放送されている。
- 岡山ネットワーク（岡山市）
- 倉敷ケーブルテレビ（倉敷市・玉野市・総社市・都窪郡早島町・岡山市南区灘崎町植松）
- 玉島テレビ放送（倉敷市玉島地区、船穂地区）
- 吉備ケーブルテレビ（高梁市・新見市・加賀郡吉備中央町）
- 高梁市成羽有線テレビジョン（高梁市成羽町地区）
- 井原放送（井原市・広島県福山市神辺町上御領の一部）
- 矢掛放送（小田郡矢掛町・倉敷市真備町の一部）
- 美作市ケーブルテレビ (美作市・英田郡西粟倉村)